# 江津市民球場
江津市民球場（ごうつしみんきゅうじょう）は、島根県江津市にある野球場である。現在は山陰高校野球大会、全国高校軟式野球選手権東中国大会、山陰中央新報社旗野球大会、江津市長旗親善野球大会、江津市野球連盟選手権大会や少年野球大会など盛んに利用されている。

## 概要
- 1979年に開場
- 休館日： 毎週火曜日、祝日の翌日、年末年始
- 利用時間： 8:30～21:00
- 利用料金： 有料

## 施設概要
- 敷地面積：17,000m2、競技場面積1,733m2、両翼：92m、中堅：120m
- 内野：里土・砂混合土、外野：高麗芝
- 照明設備：有
- スコアボード：電光掲示板
- 収容人数：6800人（メインスタンド1,100人、内野スタンド1,500人、外野スタンド4,200人）
- その他：ダッグアウト2室、本部席、放送室、記録室、審判控室、ロッカー室、シャワー2室、湯沸室